# Terra em Transe
Terra em Transe é um filme brasileiro de 1967, do gênero drama, roteirizado e dirigido por Glauber Rocha e coproduzido pela Mapa Filmes do Brasil.
Em novembro de 2015 o filme foi incluído na lista dos 100 melhores filmes brasileiros de todos os tempos, feita pela Associação Brasileira de Críticos de Cinema (Abraccine). Foi listado por Jeanne O Santos, do Cinema em Cena, como um dos "clássicos nacionais".

## Sinopse
Na fictícia República de Eldorado, Paulo Martins é um jornalista idealista e poeta ligado ao político conservador em ascensão, o tecnocrata Porfírio Diaz e sua amante, a meretriz Silvia, com quem também mantêm um caso, formando um triângulo amoroso. Quando Diaz se elege senador, Paulo se afasta e vai para a província de Alecrim, onde conhece a ativista Sara. Juntos eles resolvem apoiar o vereador populista Felipe Vieira para governador, na tentativa de lançarem um novo líder político, supostamente progressista, que guie a mudança da situação de miséria e injustiça que assola o país. Ao ganhar a eleição, Vieira se mostra fraco e controlado pelas forças econômicas locais que o financiaram e não faz nada para mudar a situação social, o que leva Paulo, desiludido, a abandonar Sara e retornar à capital e voltar a se encontrar com Sílvia. Aproxima-se de Júlio Fuentes, o maior empresário do país, e conta-lhe que o presidente Fernandez tem o apoio econômico de uma poderosa multinacional que quer assumir o controle do capital nacional. Quando Diaz vai à disputa da Presidência com o apoio de Fernandez, Fuentes cede um canal de televisão a Paulo, o qual o usa a fim de atacar o candidato. Vieira e Paulo unem-se novamente na campanha da presidência até que Fuentes trai a ambos e faz um acordo com Diaz. Paulo quer partir então à luta armada, porém Vieira desiste.

## Elenco[3]
| Ator/Atriz          | Papel               |
| ------------------- | ------------------- |
| Jardel Filho        | Paulo Martins       |
| Glauce Rocha        | Sara                |
| José Lewgoy         | Felipe Vieira       |
| Paulo Autran        | Porfírio Diaz       |
| Paulo Gracindo      | Júlio Fuentes       |
| Francisco Milani    | Aldo                |
| Hugo Carvana        | Álvaro              |
| Jofre Soares        | Padre Gil           |
| Mário Lago          | Capitão             |
| Danuza Leão         | Sílvia              |
| Thelma Reston       | Esposa de Felício   |
| Flávio Migliaccio   | Homem do Povo       |
| Paulo César Peréio  | estudante           |
| Darlene Glória      | Mulher na Orgia     |
| Elizabeth Gasper    | Mulher na Orgia     |
| Irma Alvarez        | Mulher na Orgia     |
| Sônia Clara         | Mulher na Orgia     |
| Zózimo Bulbul       | Repórter            |
| Modesto de Souza    | Senador             |
| Echio Reis          | Marinho             |
| Emmanuel Cavalcanti | Felício             |
| José Marinho        | Jerônimo            |
| Maurício do Valle   | Segurança de Vieira |

## Equipe técnica e artística
A direção de fotografia coube a Luís Carlos Barreto e Dib Lufti; a música foi de Sérgio Ricardo; e a montagem de Eduardo Escorel. Luís Carlos Barreto,Cacá Diegues, Zelito Viana e Raimundo Wanderley, juntos a Glauber Rocha, foram os produtores associados no filme.

## Produção e censura
O filme foi gravado nas instalações do Instituto de Belas Artes. Ele pode ser entendido como uma parábola da história do Brasil no período 1960-66, na medida em que metaforiza em seus personagens diferentes tendências políticas presentes no Brasil no contexto. Realiza uma exaustiva crítica de todos aqueles que participaram desse processo, incluindo as diferentes correntes da chamada esquerda brasileira, O filme foi mal recebido pela crítica e pelos intelectuais nacionais. [carece de fontes?]
O filme enfrentou, na época, problemas com a censura estabelecida no Brasil, ao mostrar um fictício país latino-americano, denominado Eldorado, governado pelo déspota Diaz. A cidade onde a trama se passa, Alecrim, não é a capital de Eldorado, como se pode constatar no diálogo em que Vieira apresenta Sílvia a Martins, logo ao início do filme (0°20'54"). Em abril de 1967, o filme foi proibido em todo o território nacional, por ser considerado subversivo e irreverente com a Igreja e só foi liberado com a condição de que fosse dado um nome ao padre interpretado por Jofre Soares. Porfirio Díaz foi o nome de um ditador que governou o México por 31 anos. Este filme esteve proibido pela censura fascista portuguesa até 1974.

## Principais prêmios e indicações
Festival de Cannes 1967 (França)
- Glauber Rocha recebeu os prêmios Luis Buñuel e Fipresci no XX Festival.

Festival de Havana 1967 (Cuba)
- Recebeu o Prêmio da Crítica e o de Melhor Filme.

Festival de Locarno 1967 (Suíça)
- Glauber Rocha recebeu o prêmio Leopardo de Ouro e o Grand Prix do júri paralelo.

Festival de Cinema de Juiz de Fora (Brasil)
- Venceu nas categorias de Melhor Filme, Melhor Diretor, Melhor Ator (José Lewgoy), Melhor Atriz (Glauce Rocha) e Menção Honrosa (Luiz Carlos Barreto).

Prêmio Governo do Estado de São Paulo (Brasil)
- Recebeu os prêmios de Melhor Atriz (Glauce Rocha), Melhor Argumento (Glauber Rocha), Melhor Fotografia (Dib Lutfi) e Melhor Montagem (Eduardo Escorel).